# 27-ма реактивна артилерійська бригада (Україна)
27-ма окрема артилерійська бригада імені кошового отамана Петра Калнишевського (27 ОАБр, в/ч А1476, пп В1060) — з'єднання у складі артилерійських військ Сухопутних військ Збройних сил України. Бригада має на озброєнні реактивні системи БМ-27 «Ураган» калібру 220 мм та M142 HIMARS
Бригада носить ім'я Петра Калнишевського — останнього кошового отамана Війська Запорозького Низового.

## Історія

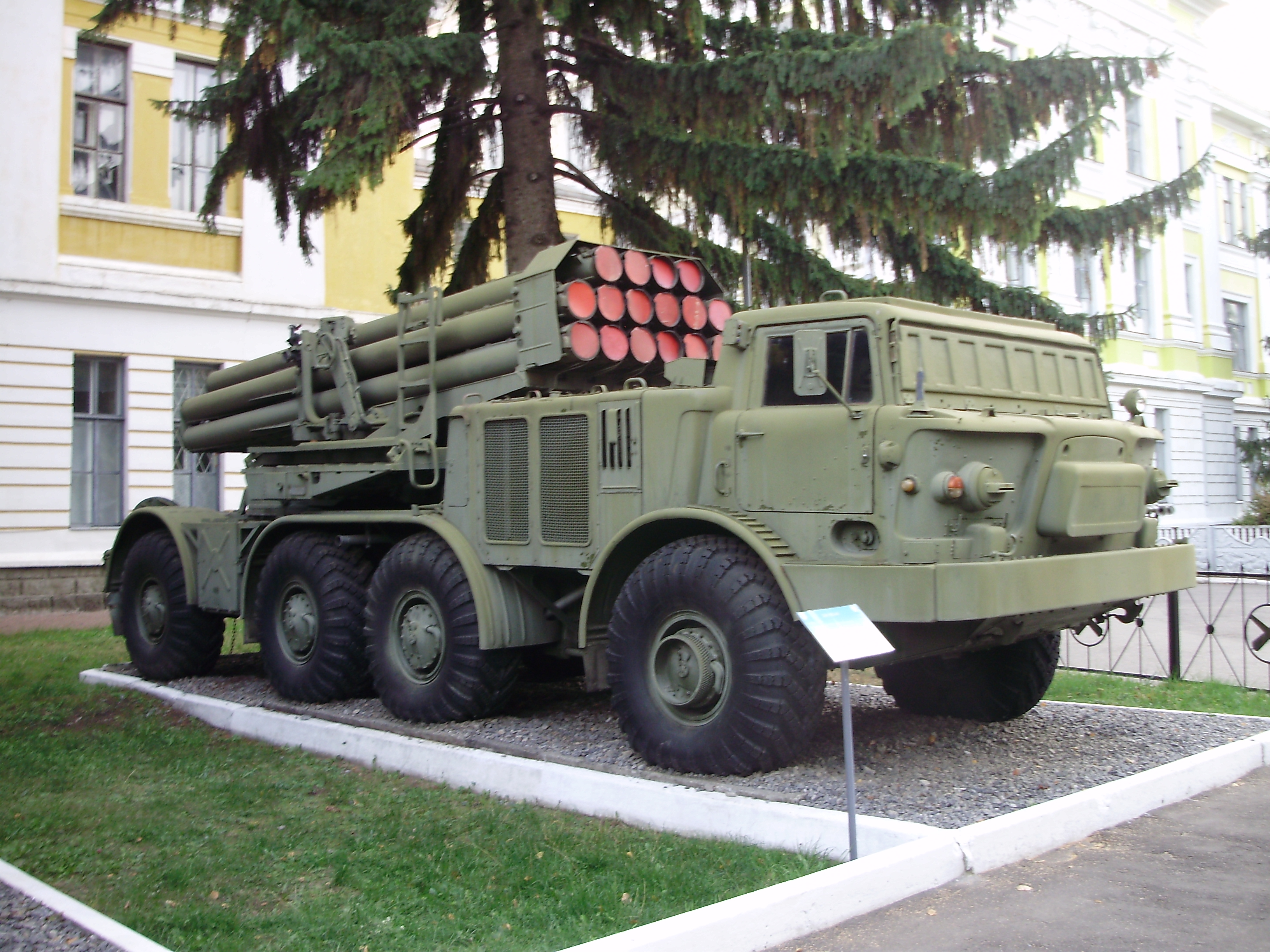
РСЗВ «Ураган» — основне озброєння частини

У 2008 році в рамках програми реформування Збройних Сил України на території колишнього Сумського інституту ракетних військ та артилерії створено 27-й полк реактивної артилерії.
Днем створення полку вважається 14 травня 2008 року. 5 грудня 2008 року начальник Генерального штабу ЗС України Сергій Кириченко вручив полку бойовий прапор. Першим командиром 27-го полку став полковник Валерій Ісмаілов.

### Російсько-українська війна
У кінці лютого 2014 року почалася російська збройна агресія проти України: Росія вторглася до Криму. Через близькість до кордону з РФ — лише 34 км, — полк вже 1 березня у повному складі вивели у Миргород, на Полтавщину. У перших числах березня частини полку разом з 1 БТГр 24 ОМБр та частинами 1 ОТБр розгорнулися на Чернігівщині і Сумщині, щоб закрити цю небезпечну ділянку кордону від можливого вторгнення росіян. В процесі розгортання українських сил, полк згодом посилював механізовані та танкові частини на кордоні.
З липня 2014 року 27-й полк бере участь у військових діях на території Луганської та Донецької областей.
13 березня 2015 року полк переформовано на бригаду, кількість дивізіонів збільшено з 3-х до 4-х.
Бере участь у захисті України від російського повномасштабного вторгнення з 2022 року. Після передачі України РСЗВ HIMARS, стала єдиною бригадою котра отримала ці системи.

## Структура

### Бригада (2015)
- управління (в тому числі штаб)
- дивізіон артилерійської розвідки
- 1-й реактивний артилерійський дивізіон (РСЗВ 9К57 «Ураган»)
- 2-й реактивний артилерійський дивізіон (РСЗВ 9К57 «Ураган»)
- 3-й реактивний артилерійський дивізіон (РСЗВ 9К57 «Ураган»)
- 4-й реактивний артилерійський дивізіон (РСЗВ 9К57 «Ураган»)[2]
- 41-й окремий мотопіхотний батальйон
- рота матеріального забезпечення;
- ремонтна рота;
- інженерно-саперна рота
- взвод РХБ захисту
- пожежний взвод

## Традиції

### Символіка і назва
Перша нарукавна емблема частини була створена в самому полку, і загалом базувалася на символах колишнього Сумського військового інституту ракетних військ та артилерії, оскільки полк вважав себе продовжувачем традицій інституту. На емблемі містилися дещо спотворені стрічки ордена Червоного Прапора, — два ордени мав розформований військовий інститут, якому вони були повернені Указом Президента України № 1173/2000 від 30 жовтня 2000 р., — хоча ці нагороди полку ніколи не передавались.
У вересні 2009 р. фахівці Відділу військової символіки та геральдики Генерального Штабу ЗСУ підготували для полку емблему, що в цілому базувалася на попередній, проте була адаптована до системи символіки, прийнятої у 8-му армійському корпусі. Ця емблема була затверджена 18 лютого 2010 року Начальником Генерального штабу. Емблема також містила стрічки орденів Червоного Прапора, з'явився напис «УРАГАН» — основне озброєння полку.
У квітні 2018 року з'явився ескіз емблеми, побудований на базі нагрудного знаку полку, який був затверджений Начальником Генерального штабу ще 18 липня 2011 р. Авторами нагрудного знаку були фахівці Відділу військової символіки та геральдики ГШ ЗСУ О. Муравйов та М. Чмир. До червня 2018 року цей ескіз доопрацювали — емблема мала вигляд схрещених гармат із помаранчевим полум'ям на червоному тлі, і герб Сум у вінку посередині.
У грудні 2018 року була розроблена оновлена емблема, що спиралася на варіант 2018 року, проте без герба Сум і вінка.
Нарукавний знак 27 артилерійської бригади було затверджено 23 лютого 2019 р. — на червоному полі зображено золотий вогняний хрест, на якому перехрещено дві срібні гармати.
5 грудня 2020 бригаді, «з метою відновлення історичних традицій національного війська щодо назв військових частин, ураховуючи зразкове виконання покладених завдань, високі показники в бойовій підготовці», присвоєно почесне найменування «імені кошового отамана Петра Калнишевського».
6 грудня 2022 року 27 реактивна артилерійська бригада імені кошового отамана Петра Калнишевського Сухопутних військ Збройних Сил України указом Президента України Володимира Зеленського відзначена почесною відзнакою «За мужність та відвагу».

## Командири
- 14 травня 2008 — кінець січня 2019 полковник Ісмаілов Валерій Шапазович
- кінець січня 2019 — після 10 липня 2023 полковник Храпа́ч Дмитро Олександрович
- після 10 липня 2023 — 13 квітня 2025 полковник Юла́ Юрій Андрійович

## Втрати
Станом на травень 2015 року загинуло 26 бійців з'єднання.
Книга Пам'яті на лютий 2021 року містила 31 ім'я загиблих військовослужбовців.
13 квітня 2025 року загинув командир бригади, полковник Юла́ Юрій Андрійович.

## Основне озброєння

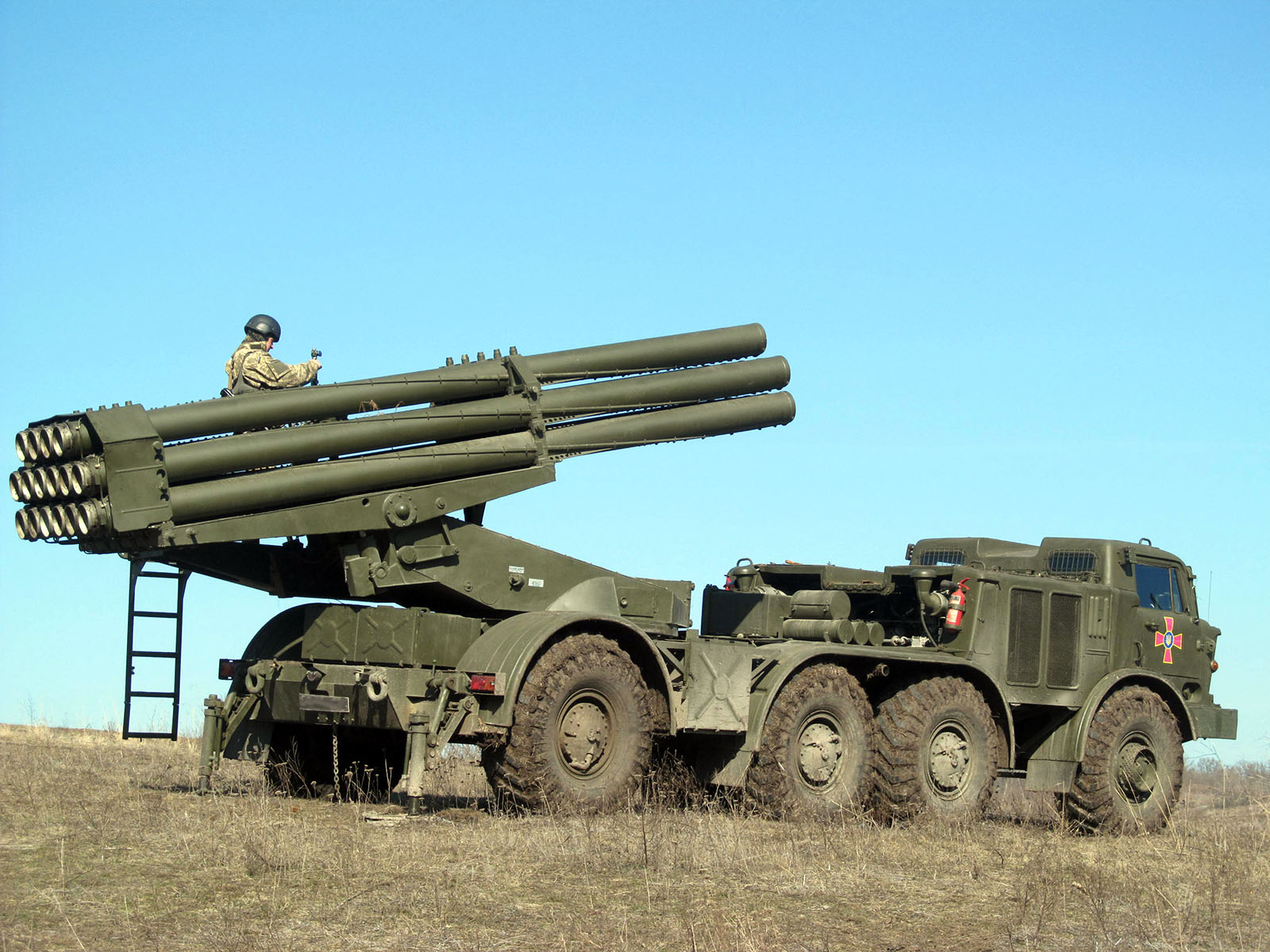
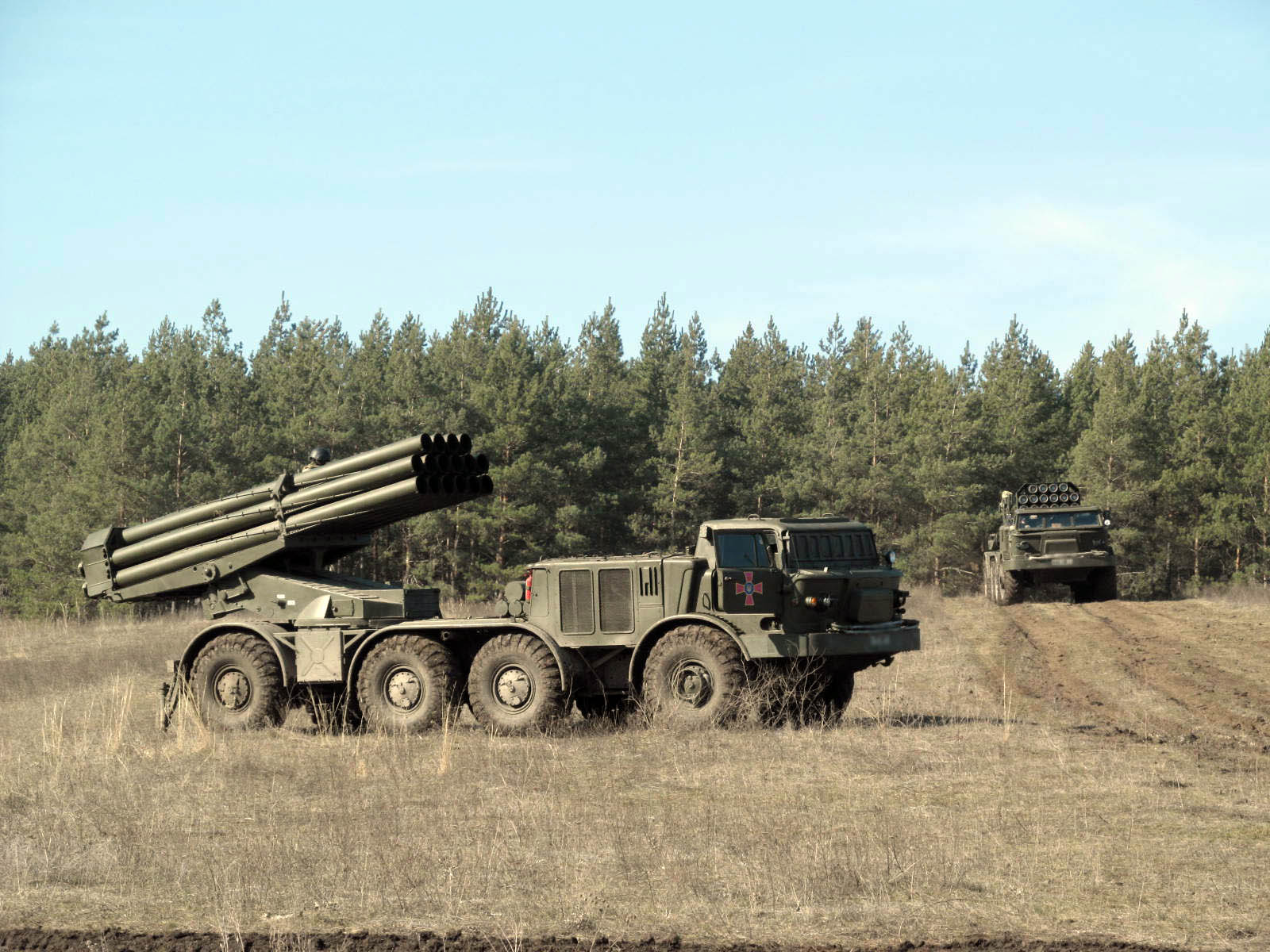
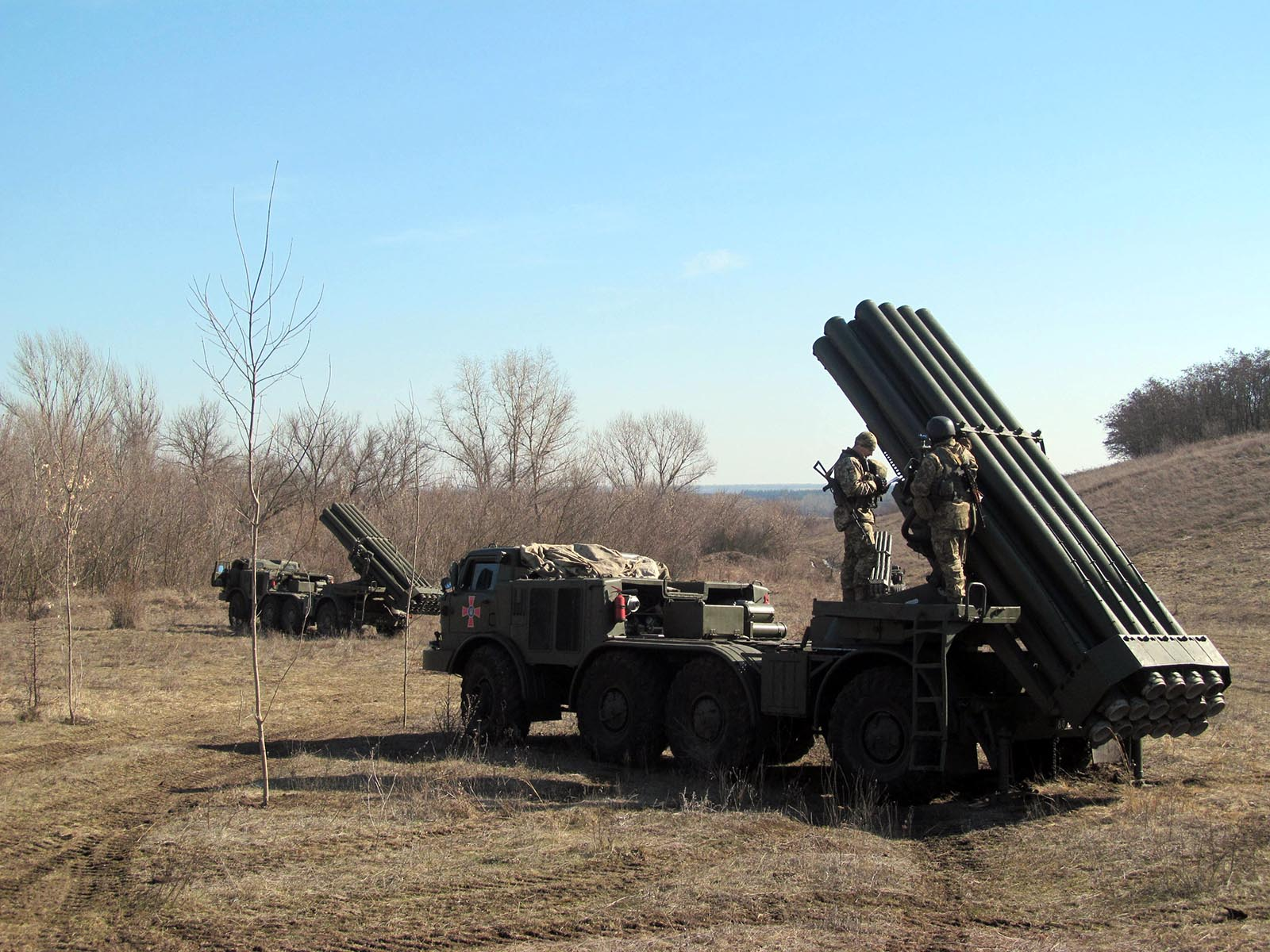

- РСЗВ «Ураган» (бойова вага — 20000 кг, калібр — 220 мм, дальність стрільби: min — 8 км, max — 35,8 км, обслуга — 4 чол.)[12]
- M142 HIMARS[13]

## Музей артилерії на території частини

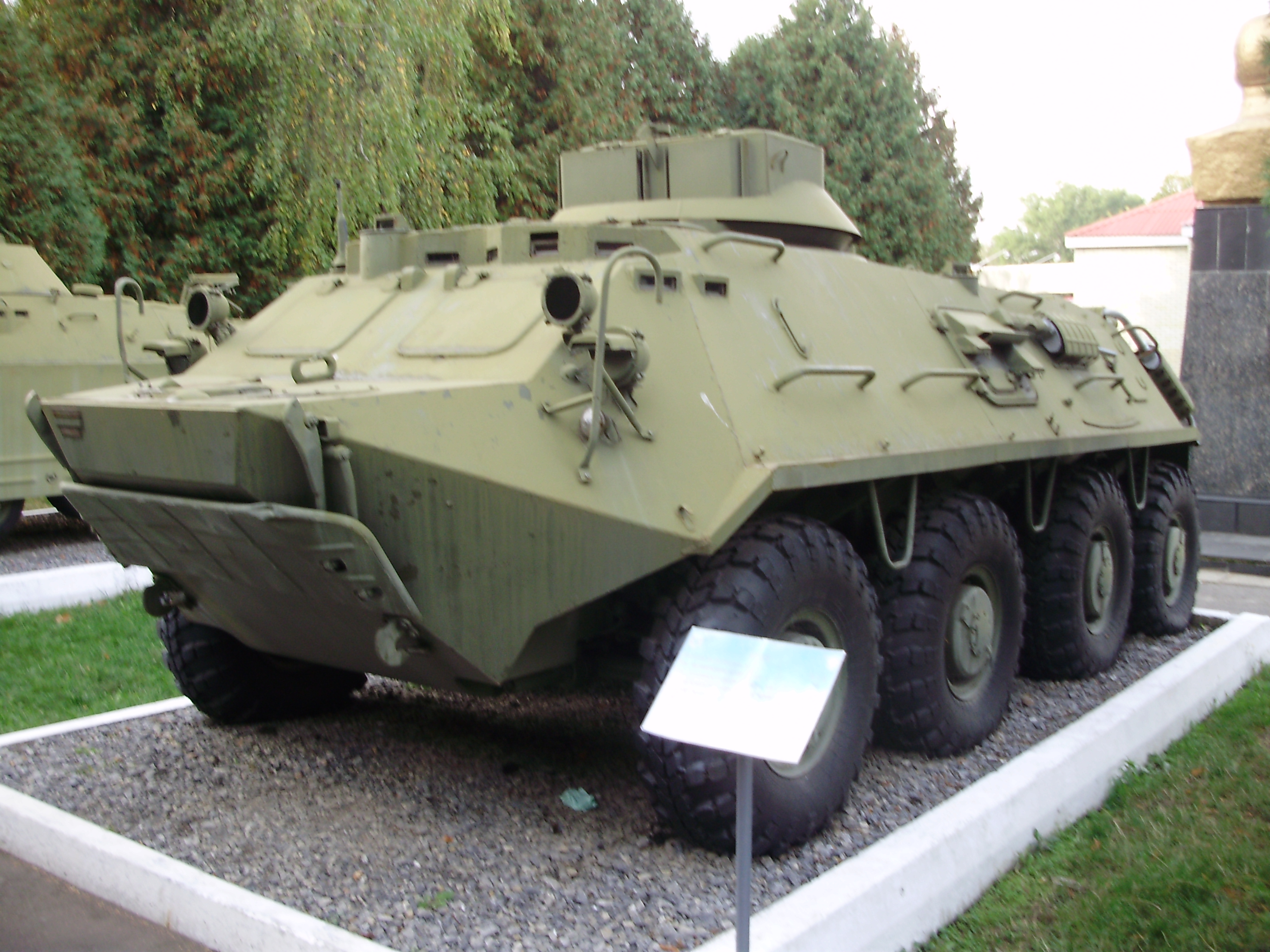
1В-18
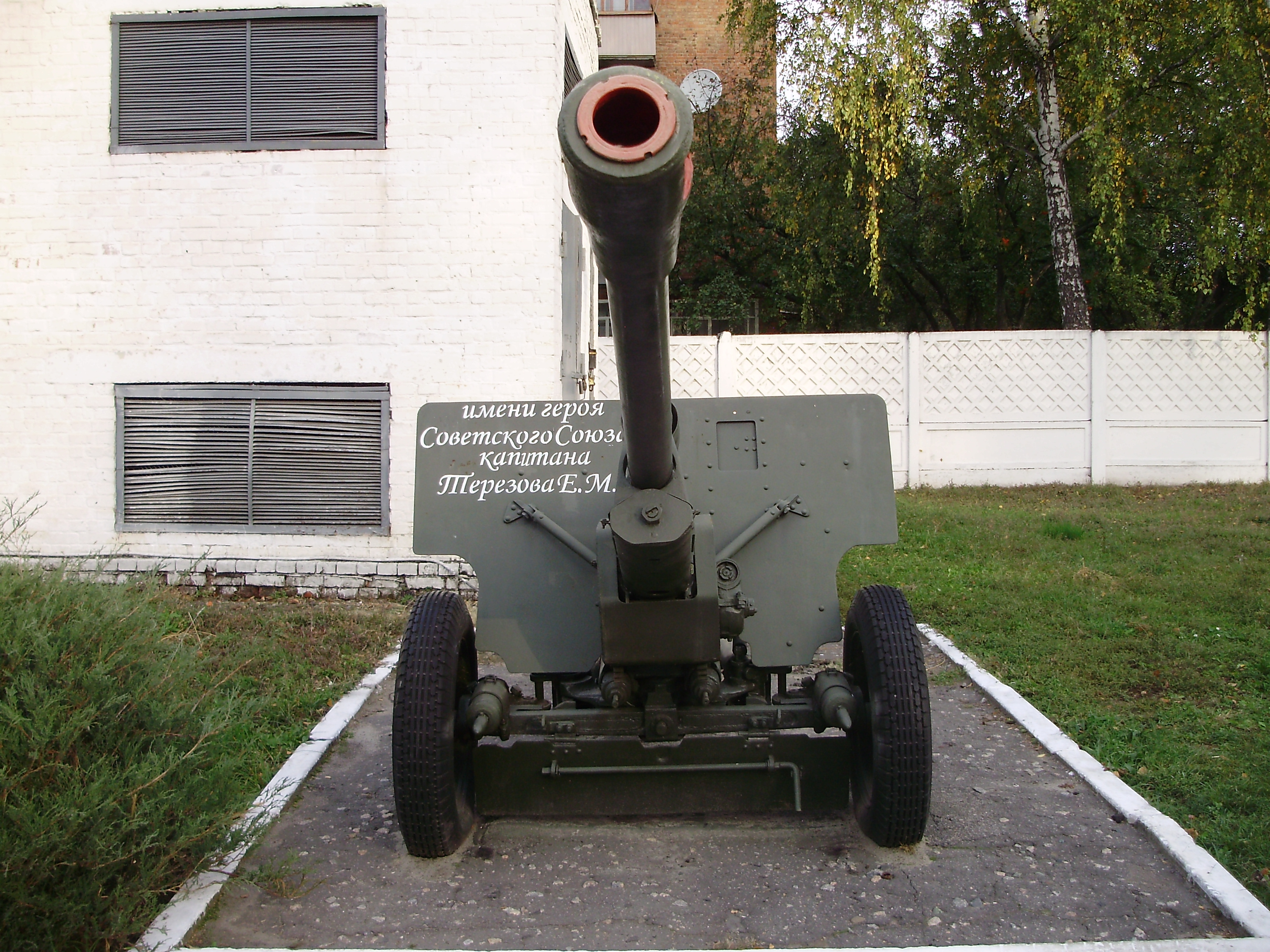
ЗІС-3
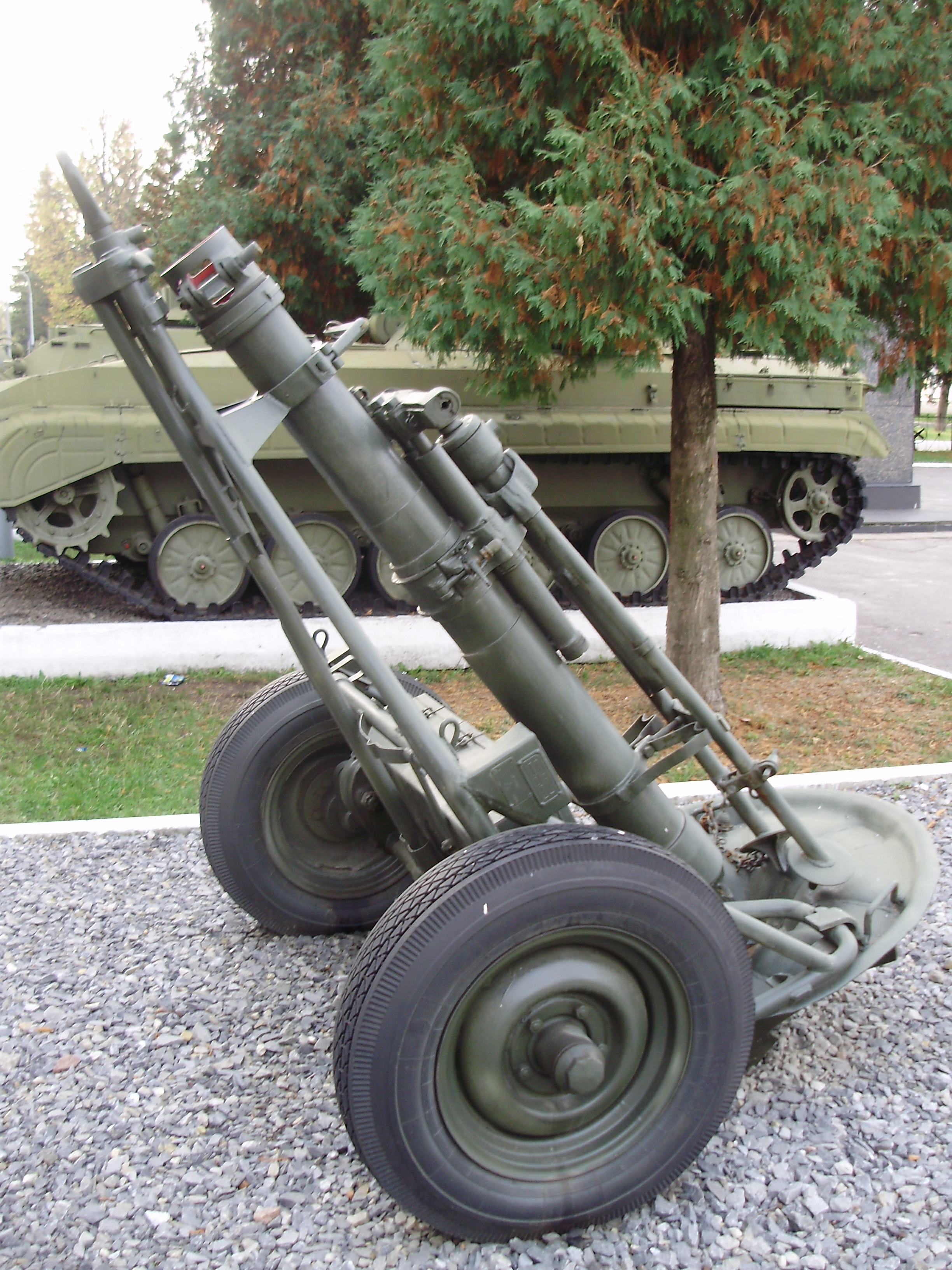
120-мм міномет
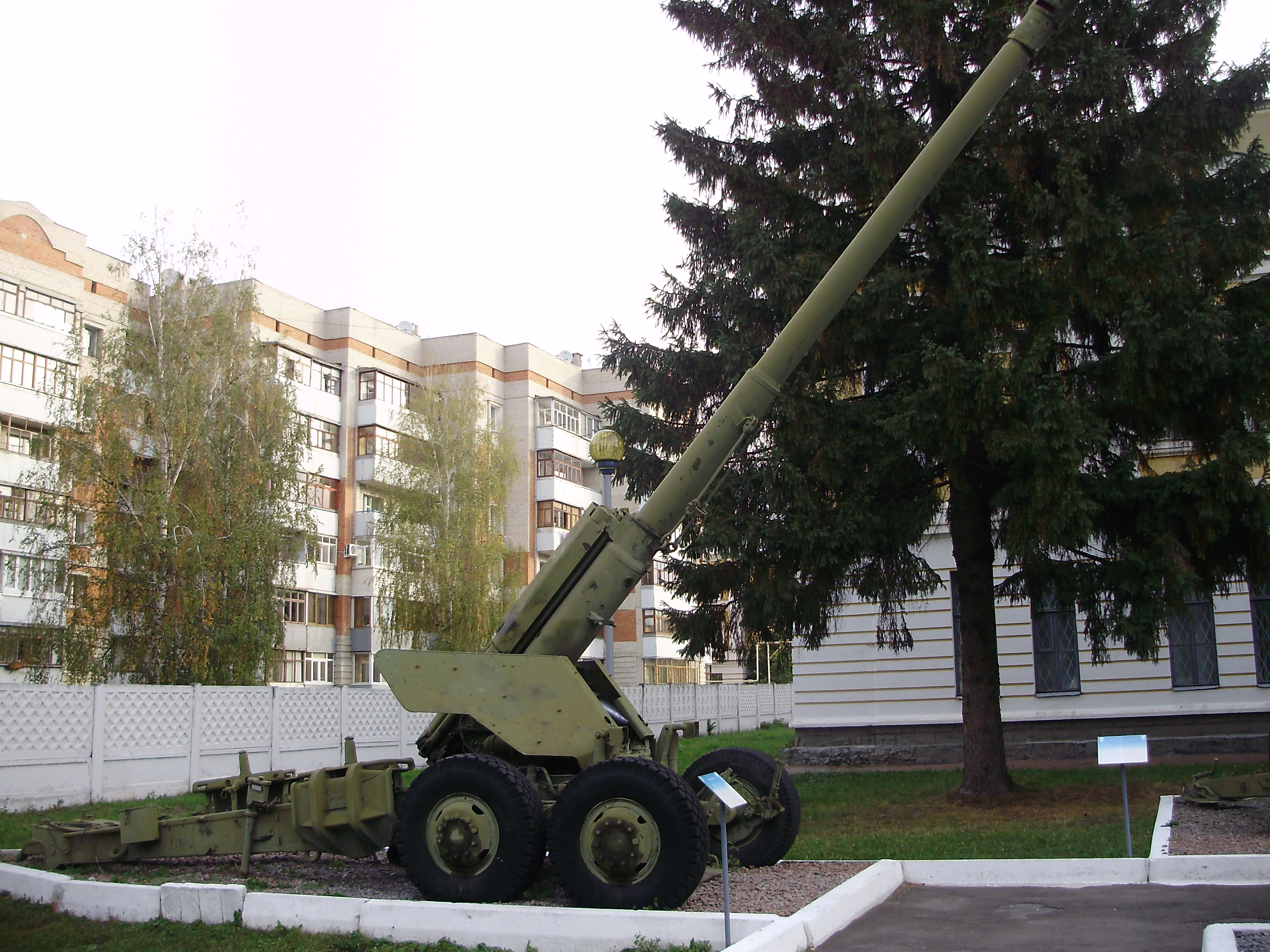
2А36 «Гіацинт-Б»
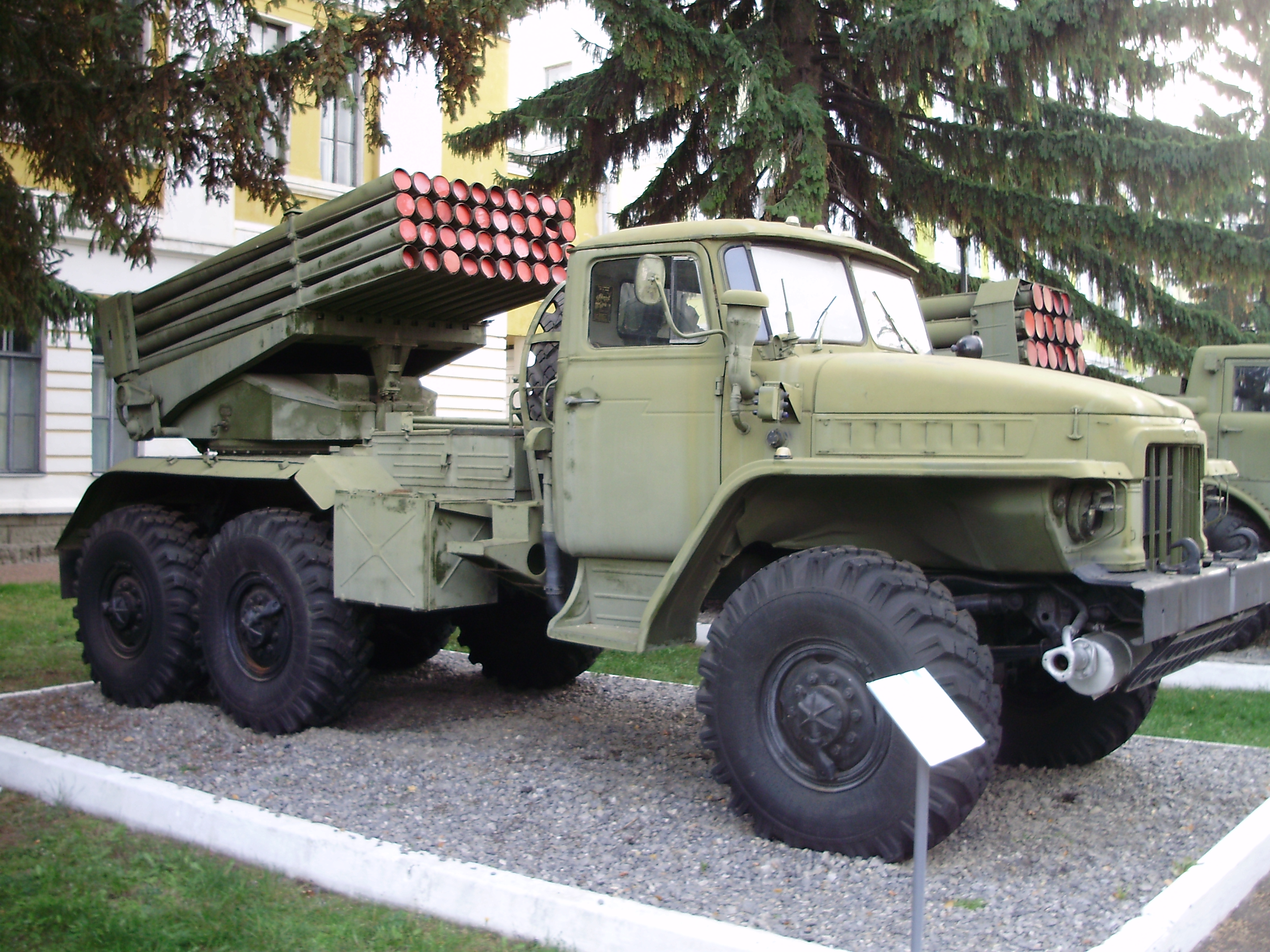
БМ-21 «Град»
Гармата «Одноріг»